# 马栏街道
马栏街道，是中华人民共和国辽宁省大連市沙河口区下辖的一个乡镇级行政单位。

## 行政区划
马栏街道下辖以下地区：
广场社区、西苑社区、红凌社区、兰园社区、幸福社区、兰青社区、川甸社区、文苑社区、富民社区、满庭芳社区、恒苑社区、大庆社区、西山社区、宏发社区和万棵树社区。